# Amphisbaena bassleri
Espèce
Synonymes
- Amphisbaena fuliginosa bassleri Vanzolini, 1951

Amphisbaena bassleri est une espèce d'amphisbènes de la famille des Amphisbaenidae.

## Répartition
Cette espèce se rencontre au Pérou, en Bolivie et en Argentine. 

## Étymologie
Cette espèce est nommée en l'honneur de Harvey Bassler (1883–1950).

## Publication originale
- Vanzolini, 1951 : Amphisbaena fuliginosa. Contribution to the knowledge of the Brazilian lizards of the family Amphisbaenidae Gray, 1825. 6. On the geographical distribution and differentiation of Amphisbaena fuliginosa Linné. Bulletin of the Museum of Comparative Zoology, vol. 106, no 1, p. 1-67 (texte intégral).